# Pio Bersani
Pio Bersani (Castelnuovo Scrivia, circa 1797 – Torino, 2 febbraio 1879) è stato un politico italiano.

## Biografia
Fu deputato del Regno di Sardegna in due legislature, precisamente nella III e nella IV, eletto nel collegio di Castelnuovo Scrivia.